# Прозорість власності ЗМІ в Європі

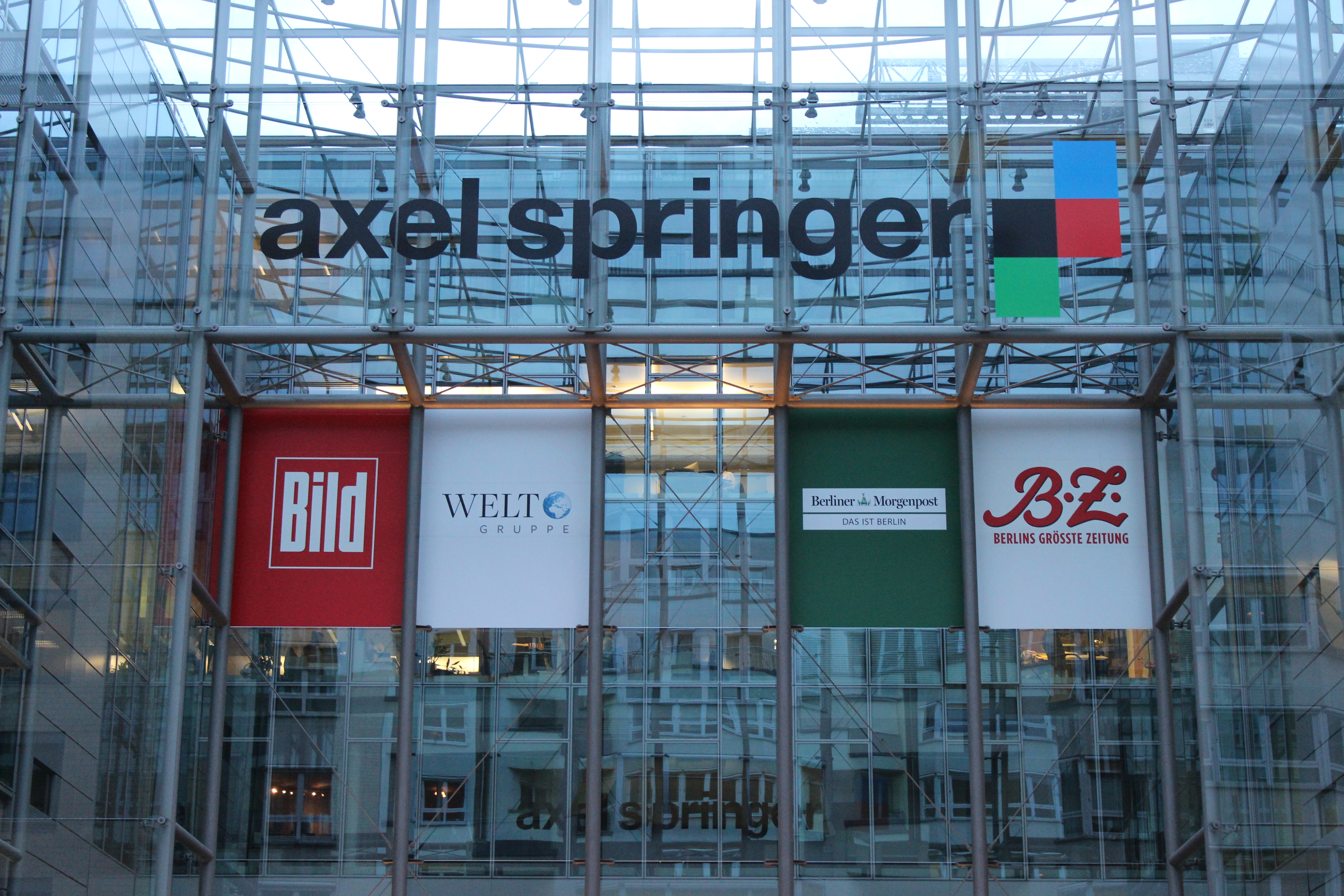
Логотип Axel Springer

Прозорість власності на ЗМІ — це доступність загальнодоступної точної, вичерпної та сучасної інформації про структури власності на ЗМІ. Правовий режим, що гарантує прозорість власності на ЗМІ, дає змогу як громадськості, так і владі ЗМІ з'ясувати, хто фактично володіє, контролює та впливає на ЗМІ, а також вплив ЗМІ на політичні партії або державні органи.
Прозорість власності на ЗМІ є важливою складовою будь-якої демократичної системи ЗМІ. Експерти, європейські організації та неурядові організації сходяться на думці, що прозорість власності на ЗМІ має вирішальне значення для плюралізму та демократії засобів масової інформації  оскільки, наприклад, вона забезпечує знання щодо вжиття заходів для вирішення питання концентрації та конфлікту інтересів ЗМІ. Більше того, знання громадськістю особи власників ЗМІ може запобігти зловживанням владою ЗМІ, таким як корупція в системі ЗМІ, непрозора приватизація ЗМІ, надмірний вплив на ЗМІ тощо, і робить можливим, щоб такі зловживання визнавали, оцінювали, розголошували, обговорювали і запобігали.  Прозорість також гарантує, що пересічні громадяни можуть бути проінформовані про особистість, інтереси та вплив, що лежить в основі вмісту та новин, які вони споживають, а також те, що ринок ЗМІ може функціонувати на справедливій основі, особливо, наприклад, для нових учасників ринку.  Більше того, прозорість власності на засоби масової інформації полегшує знання громадськості про медіа-середовище; робить можливим критичну оцінку виробленого змісту та підсилює дискусії щодо роботи медіасистеми.  Важливість прозорості володіння ЗМІ для будь-якого демократичного та плюралістичного суспільства широко визнана Європейським Парламентом, Групою високого рівня Європейської Комісії з питань свободи та плюралізму ЗМІ  та Радою Європи. В останні роки на глобальному рівні відбулася безпрецедентна дискусія щодо прозорості власності компаній, на яку зверталися, наприклад, Партнерство відкритого уряду та уряди країн Великої вісімки у заяві 2014 року, що встановлює принципи прозорості власності на ЗМІ.  У 2016 році, після так званого скандалу "Панамські документи ", відсутність записів юридичної фірми Mossack Fonseca, що базується в Панамі, прозорість власності компаній набрала обертів у публічних дебатах. 
Щоб громадськість знала, хто ефективно володіє та впливає на засоби масової інформації, національні правові рамки повинні забезпечити розкриття принаймні наступної основної базової інформації: найменування та контактні дані засобів масової інформації; конституційні документи; розмір пакетів акцій понад заданий поріг; ім'я та контактні дані безпосередніх власників із заданим відсотком частки; особи осіб, які мають непрямий контроль або мають значний інтерес у певній медіа-компанії; статус громадянства / місця проживання осіб, які мають принаймні певний відсоток участі; країна доміциляції компанії з щонайменше заданим відсотком акцій. Що важливо, щоб зрозуміти, хто насправді володіє та контролює конкретний ЗМІ, необхідно перевірити, хто перебуває поза офіційними пакетами акцій, і ретельно вивчити непряме, контрольне та бенефіціарне володіння, яке стосується акцій медіакомпанії, що утримуються від імені іншої особи. 
Щоб ця інформація була доступною для громадян та національних органів масової інформації, ця інформація повинна бути оновленою, доступною для пошуку, безкоштовною та багаторазовою. 
Прозорість власності на ЗМІ залишається складно забезпечити у більшості європейських країн.  Хоча деякі держави-членкиня ЄУ мають законодавство, що забезпечує прозорість власності на ЗМІ відповідно до найкращих міжнародних стандартів, такого законодавства все ще бракує у багатьох державах-членах, а в деяких випадках національне законодавство допускає приховане або опосередковане володіння ЗМІ. У нещодавній резолюції Парламентської асамблеї Ради Європи 2015 року із занепокоєнням відзначається, що засоби масової інформації часто належать і контролюються непрозоро. Це пов'язано або з відсутністю національних положень про прозорість, або з непрозорими непрямими або прихованими схемами власності, часто пов'язаними з політичними, економічними чи релігійними інтересами та приналежностями. 

## Огляд

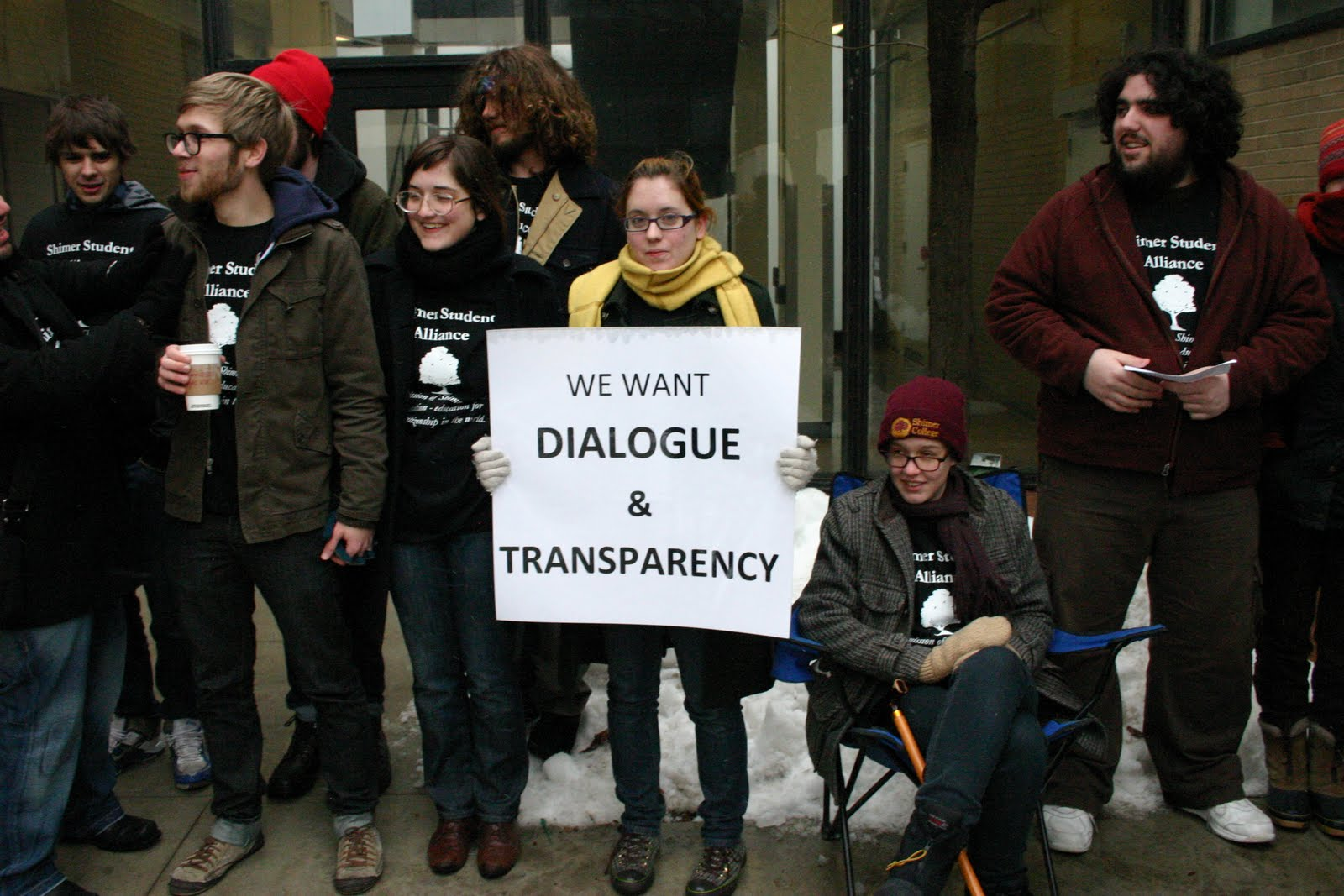
Студенти коледжу Шимер демонструють підтримку прозорості адміністрації школи, 2010 рік

Прозорість власності на ЗМІ підтверджує деякі конституційні гарантії та індивідуальні права, які суворо пов’язані з інклюзивністю та відкритістю демократичного процесу, зокрема плюралізм ЗМІ та свобода вираження поглядів. Навіть якщо прозорість власності на засоби масової інформації не зачіпається безпосередньо у ключових міжнародних хартіях прав людини, прозорість є основною передумовою ефективного здійснення свободи вираження поглядів та права на отримання інформації, закріпленої у статті 19 Міжнародного пакту про громадянські та політичні права, ст. 10 Європейської конвенції з прав людини (ЄКПЛ) та статтю 11.1 Хартії ЄУ про основні права. Дійсно, доступ до інформації має вирішальне значення для належного функціонування демократичного суспільства, оскільки він дає змогу громадянам приймати зважені рішення та робити рішення щодо соціальних, політичних, економічних питань, що впливають на особисте та колективне життя. Зокрема, прозорість власності на ЗМІ сприяє зростанню громадськості можливості встановити, хто надає інформацію, на основі якої можна формувати особисті та колективні рішення, оскільки, наприклад, знання особистості та інтересів месенджера може допомогти людям в оцінці інформації, що поширюється через ЗМІ.
Настанови та етапи щодо того, що може спричинити прозорість власності ЗМІ, можна знайти в необов’язкових документах Ради Європи, зокрема в Рекомендації Комітету Міністрів R (94) 13 про заходи щодо сприяння прозорості ЗМІ та Рекомендації (2007) 2 щодо ЗМІ Плюралізм та різноманітність ЗМІ.  Відповідно до цих рекомендацій, щоб зрозуміти, хто і наскільки ефективно володіє засобами масової інформації або контролює їх, громадськість повинна мати доступ до наступної інформації:
- дані про осіб або органи, які беруть участь у структурі ЗМІ; характер та частка такої участі та, де це можливо, кінцеві бенефіціари такої участі;
- інформація про характер та обсяги інтересів осіб та органів, які беруть участь у структурі ЗМІ в інших ЗМІ та інших секторах економіки;
- інформація про осіб та органи, які можуть здійснювати суттєвий вплив на редакційну політику певного ЗМІ;
- інформація щодо заходів підтримки, що приносять користь ЗМІ.

Іншим необов’язковим документом щодо прозорості власності на ЗМІ є Резолюція Європейського Парламенту 2008 року, яка заохочує "розкриття інформації про право власності на всі засоби масової інформації, щоб допомогти досягти більшої прозорості щодо цілей та передумов мовників та видавців". 
На думку експертів та організацій, які виступають за прозорість власності ЗМІ, таких як Access-Info Europe, правозахисна НУО, яка просуває права на доступ до інформації в Європі, щоб зрозуміти, хто й наскільки ефективно володіє та контролює ЗМІ, дуже важливо, щоб інформація, що надається для розуміння та оцінки структур власності засобів масової інформації, регулярно оновлюється, узгоджується та доступна для пошуку.  Крім того, громадяни повинні мати можливість отримувати інформацію про всіх типів медіа-суб'єктів у певних країнах, будь то друковані, ефірні чи в Інтернеті, зарубіжні чи вітчизняні.
У Європі прозорість власності на ЗМІ рідко зачіпається безпосередньо у вітчизняних конституціях, і навіть коли це трапляється, як у випадку з Італією, Румунією чи Туреччиною, конституційні положення не покладають на державу конкретного позитивного зобов'язання забезпечити доступ громадян до інформації про право власності на ЗМІ. Відсутність спеціальних правових положень щодо прозорості власності на ЗМІ частково пояснюється тим, що часто існуючі закони встановлюються з метою досягнення інших регуляторних цілей, таких як надання інформації регуляторам ЗМІ або для цілей законодавства про компанії. У багатьох європейських країнах законодавство про свободу інформації забезпечує основу для запиту інформації у компетентних установах та державних органах. Як наслідок, часто прозорість власності на ЗМІ, спрямована на досягнення мети в першу чергу інформувати громадськість про структуру власності на ЗМІ, часто є побічним продуктом інших заходів.
При оцінці стану прозорості власності на ЗМІ слід взяти до уваги п’ять аспектів, щоб встановити, хто і як контролює ЗМІ в певній країні:
- Конституційні положення, що стосуються прозорості власності на ЗМІ;
- Положення щодо засобів масової інформації, що регулюють розкриття інформації про право власності державним органам;
- Положення щодо засобів масової інформації, що регулюють розкриття інформації про право власності безпосередньо громадянам;
- Загальні вимоги щодо прозорості, що не стосуються засобів масової інформації, що регулюють правила розкриття інформації щодо власності компанії, такі як правила конфлікту інтересів;
- Інші джерела, що надають інформацію про право власності на ЗМІ.

В оперативному плані можливо багато варіантів, щоб гарантувати розголошення інформації про право власності на ЗМІ. Простий підхід полягає в тому, щоб закликати ЗМІ публікувати відповідну інформацію про право власності на доступному вебсайті, що відображається або посилається на публікації, передачі або вебсайт організації. Альтернативою або, крім того, незалежний орган може створити доступну, зручну для навігації та пошуку в Інтернеті базу даних про прозорість власності на засоби масової інформації. В обох випадках, щоб бути ефективними та функціональними, бази даних повинні регулярно оновлюватися. Крім того, щоб зробити можливим порівняння між країнами, слід встановити системний підхід до збору, запису та обміну інформацією, слідкувати за зв'язками та взаємодією між національними базами даних та розробляти спільні стандарти для обміну даними щодо прозорості володіння медіа. 

## Прозорість власності на ЗМІ, плюралізм та концентрація ЗМІ

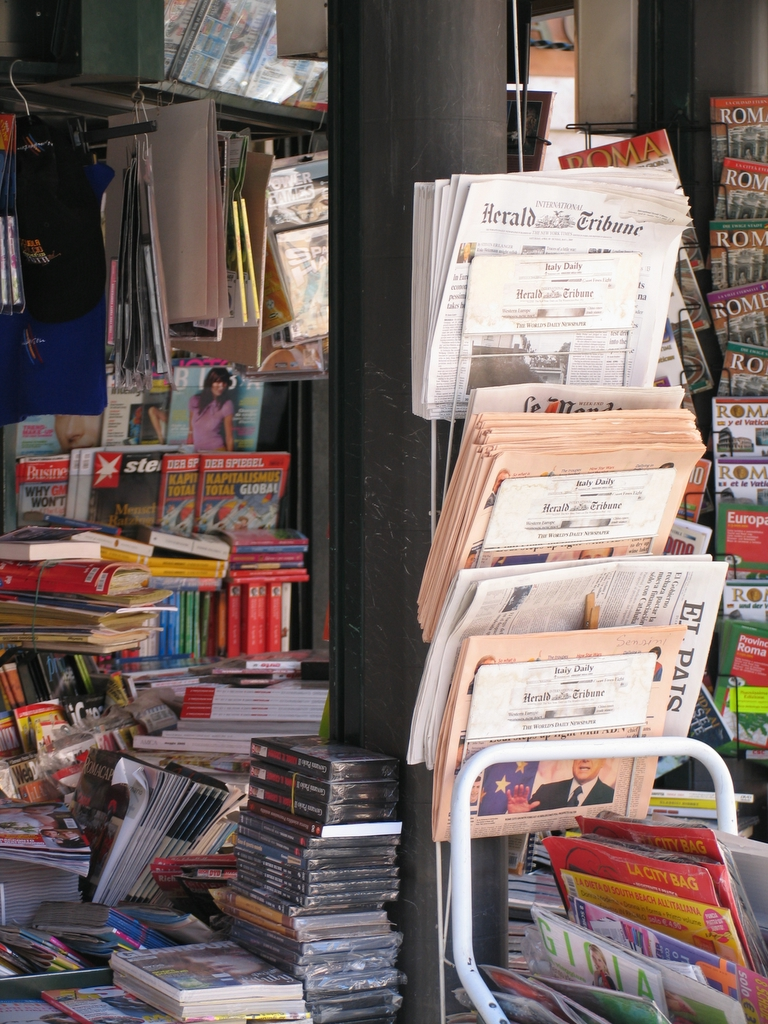
Міжнародні газети

Прозорість власності на ЗМІ глибоко взаємопов’язана з концепціями плюралізму та концентрації ЗМІ та є важливою складовою державних зобов’язань щодо гарантування різноманітного та плюрального середовища ЗМІ. 
Зокрема, прозорість власності на ЗМІ має вирішальне значення для сприяння плюралізму ЗМІ - принципу, викладеному в Європейській конвенції з прав людини (ЄКПЛ), який передбачає позитивний обов'язок держави "створити відповідну законодавчу та адміністративну базу для забезпечення ефективного плюралізму".   Одним із шляхів гарантування плюралізму ЗМІ є забезпечення широкого розмаїття власності на ЗМІ, що є необхідною, але недостатньою умовою плюралізму. Власність на ЗМІ також важлива з точки зору плюралізму, оскільки вона може впливати на випуск та вміст ЗМІ, тоді як прозорість надає можливість читачам виявляти та оцінювати вплив власників на ЗМІ та його вміст. Дослідження Європейської комісії щодо показників плюралізму ЗМІ (2009) визнає прозорість власності та / або контролю над ЗМІ ключовими показниками плюралізму ЗМІ. Крім того, прозорість власності на ЗМІ є важливою для запобігання концентрації влади в ЗМІ, яка може надмірно впливати на громадську думку та політичні дебати.  Точно, прозорість власності на ЗМІ є передумовою для оцінки рівнів концентрації чи інших вимірів різноманітності в тій чи іншій системі ЗМІ.  Дійсно, якщо читачі не знають, хто справжні власники медіакомпаній, важко передбачити заходи, спрямовані на вирішення питання концентрації ЗМІ, а також конфлікту інтересів. 

## Прозорість власності на ЗМІ та бенефіціарної власності
У Європі часто обговорюють необхідність збору та надання загальнодоступної інформації про власність на ЗМІ, зокрема бенефіціарне право власності, яка в цьому контексті стосується акцій медіакомпанії, що зберігаються від імені іншої особи, але не існує узгоджених стандартів або зобов'язальні зобов'язання. У червні 2013 року уряди Групи G8 прийняли "Декларацію Лох-Ерне", яка включала зобов'язання зробити прозорою бенефіціарну власність компаній, визнаючи необхідність надання цієї інформації у відповідні органи, щоб запобігти зловживанню компаніями. За цією декларацією у листопаді 2014 року виступила заява лідерів G20, що встановлювала принципи прозорості власності на ЗМІ. У квітні 2016 року, через відсутність записів юридичної фірми Mossack Fonseca, що базується в Панамі ("Панамські документи"), Велика Британія, Німеччина, Франція, Італія та Іспанія досягли домовленості про полегшення автоматичного обміну інформацією про бенефіціарне право власності компаній та трестів. Зацікавлені п’ять країн також закликали решту країн G20 закликати до прогресу на шляху до глобальної системи обміну такою інформацією, яку слід розробити, наприклад, ОЕСР.   Навіть якщо ці зобов'язання конкретно не пов'язані з медіа-сектором, вони є важливими кроками до розкриття інформації про бенефіціарних власників компаній, включаючи медіа. На рівні Європейського Союзу Європейська Комісія працює над вдосконаленням положень про бенефіціарну власність, включених до 4-ї Директиви про боротьбу з відмиванням грошей, прийнятої у 2015 році та в даний час перебуває в процесі транспонування державами-членкинями ЄУ до національного законодавства.